# Labrisomus haitiensis
Labrisomus haitiensis is een straalvinnige vissensoort uit de familie van slijmvissen (Labrisomidae). De wetenschappelijke naam van de soort is voor het eerst geldig gepubliceerd in 1928 door Beebe & Tee-Van.